# Пинкове звезде
Пинкове звезде су српска телевизијска емисија коју је створио Жељко Митровић. Циљ емисије је да се на основу гласања изабере најбољи нови певач, који би потом добио уговор са дискографском кућом City Records. Пинкове звезде емитује Пинк у Србији, односно Пинк БХ у Босни и Херцеговини, Пинк М у Црној Гори, Пинк СИ у Словенији, као и Пинк плус у српској дијаспори.
Поред Пинкових звезда постоје и Пинкове звездице где се бирају таленти до 15 година. До данас је изабрано четири победника по избору гледалаца овог такмичења. Поред победника, славу су стекли и бројни други учесници, међу којима су Габријела Пејчев, Слоба Радановић, Аца Живановић и Сара Рељић.

## Формат
Пинкове звезде имају 49 емисија. Жири седи на хидрауличним столицама на којима са једне стране стоји црвени, а са друге зелени тастер. Зелени тастер столицу диже, а црвени је спушта. Жири нема прилику да види кандидате јер се испред њих налази препрека која им онемогућава поглед на сцену док се столице не подигну. Док такмичар пева жири има право да се одјави. Да би кандидат добио право да отпева другу песму, а жири поразговара с њим, три или више столица морају да буду подигнуте. Ако се подигне једна или две, учесник је испао. Уколико прође више од десет кандидата, биће бараж. Жири се повлачи и на основу фотографија бира којих 10 кандидата пролази у следећи круг.
Од трећег круга важе нова правила па се током емисије смењују шест група по четири певача који се међусобно надмећу. Чланови жирија не подижу столице већ извођене нумере оцењују електронски.
Током четврте сезоне формат је у потпуности промењен, те учеснике не чине само музички таленти него су сви таленти укључени. Такође, жири не седи на хидрауличним столицама, него на обичним, док се испред њих налази само црвени тастер који омогућава прекид наступа такмичара.

## Жири
Такмичење броји пет чланова жирија, који чине Бора Ђорђевић, рок музичар и песник, Светлана Ражнатовић, једна од најпопуларнијих и најтиражнијих српских певачица, Харис Џиновић, поп-фолк музичар, композитор и текстописац, Марина Туцаковић, једна од најпознатијих српских текстописаца и Мирослав Илић, један од најпопуларнијих поп-фолк музичара. Због упале плућа, Бору Ђорђевића је у неколико емисија мењао Жељко Јоксимовић, али се Бора касније вратио. Током друге сезоне, после првих неколико емисија, уместо Мирослава Илића састав жирија чинила је Зорица Брунцлик, па се Мирослав касније поново вратио. Светлана Ражнатовић се касније повукла са снимања због здравствених разлогапа су је мењали Александар Милић Мили и Рада Манојловић, а Рада је касније мењала Харица Џиновића.
Током треће сезоне стручни жири је у потпуности промењен, те се у пет црвених столица тренутно налазе Драгана Мирковић, Зорица Брунцлик, Шабан Шаулић, Дара Бубамара и у првом кругу такмичења Александра Радовић, а од другог круга Маја Николић. Крајем децембра Дара Бубамара је због здравствених проблема пропустила снимање неколико емисија, те је продукција као замену довела Мају Николић. Радовићева је због те одлуке, а услед приватних несугласица са Николићевом, чинило се, привремено напустила шоу, чекајући да се Дара Бубамара врати. На Александрином месту тако се нашао Бора Ђорђевић. Дара се вратила у шоу, али Радовићева то није учинила тако да је Маја постала стални члан жирија уместо ње. Касније су Зорицу Брунцлик мењали Ђани и Жељко Шашић; Мирковићева и Шаулић такође су одсуствовали из шоуа — Драгана због супруговог здравственог стања, а Шабан због немогућности да се са наступа врати у Србију на снимање — а мењали су их Мирољуб Аранђеловић Кемиш и Дамир Хандановић. Кемиш је мењао и Дару Бубамару која је била одсутна кратко време због обавеза око промовисања новог албума, а потом Шаулића и поново Мирковићеву. Стручни жири у последње две емисије није био присутан да не би својим коментарима утицао на гласање публике, а у суперфиналу је био у специјалном саставу и чинили су га Саша Видић, Драгана Трипић, Дамир Хандановић, Леа Киш и Саша Обрадовић.
Од четврте сезоне стручни жири је у потпуности измењен, те се у пет столица тренутно налазе Срђан Тодоровић, Дамир Хандановић, Кија Коцкар, Слоба Радановић и Душица Јаковљевић.
За пету сезону такмичења, потврђено је да ће део жири чинити Десингерица и Драган Стојковић Босанац. На стару позицију вратила се Зорица Брунцлик, а поред ње, жирију су се прикључиле и Вики Миљковић и Јелена Карлеуша.

## Преглед сезона
Победник
| Сезона | Година   | Победник                        | Држава     | Жири                                                                                        |
| ------ | -------- | ------------------------------- | ---------- | ------------------------------------------------------------------------------------------- |
| 1.     | 2014/15. | Иван Куртић                     | Србија     | Бора Ђорђевић Цеца Харис Џиновић Марина Туцаковић Мирослав Илић                             |
| 2.     | 2015/16. | Мите Стоилков                   | Македонија | Бора Ђорђевић Цеца Харис Џиновић Марина Туцаковић Мирослав Илић                             |
| 3.     | 2016/17. | Индира Бериша (гласови жирија)  | Србија     | Дара Бубамара Драгана Мирковић Зорица Брунцлик Александра Радовић Шабан Шаулић Маја Николић |
| 3.     | 2016/17. | Исмаил Делија (гласови публике) | Црна Гора  | Дара Бубамара Драгана Мирковић Зорица Брунцлик Александра Радовић Шабан Шаулић Маја Николић |
| 4.     | 2019.    | Пикси и Зека                    | Србија     | Дамир Хандановић Душица Јаковљевић Срђан Тодоровић Кија Коцкар Слоба Радановић              |
| 5.     | 2025/26. |                                 |            | Десингерица Драган Стојковић Босанац Зорица Брунцлик Вики Миљковић Јелена Карлеуша          |

## Приказивање
| Држава              | Емитер    | Премијера |
| ------------------- | --------- | --------- |
| Србија              | Пинк      | 2014.     |
| Босна и Херцеговина | Пинк БХ   | 2014.     |
| Црна Гора           | Пинк М    | 2014.     |
| Словенија           | Пинк СИ   | 2014.     |
| Српска дијаспора    | Пинк плус | 2014.     |